# Amaurobius fenestralis
Amaurobius fenestralis es una especie de araña del género Amaurobius, familia Amaurobiidae. Fue descrita científicamente por Ström en 1768.
Se distribuye por Suecia, Reino Unido, Bélgica, Alemania, Noruega, Suiza, Francia, Polonia, Austria, Luxemburgo, Dinamarca, Rumania, Países Bajos, Italia, Australia, India, Hungría, Finlandia, Lituania, Bielorrusia, Estonia, Bulgaria, Chequia, Rusia, Eslovenia, Georgia, Croacia e Irlanda. La especie se mantiene activa durante todos los meses del año.